# TV Record Cabo Verde
TV Record Cabo Verde és un canal de televisió de Cap Verd que pertany a la xarxa de televisions brasilera Rede Rècord. És el primer canal de Brasil que va fer una programació singular per a Cap Verd. Va començar a emetre el 31 de març de 2008.